# Acianthera parahybunensis
Acianthera parahybunensis é uma espécie de orquídea (Orchidaceae) originária do Brasil, antigamente subordinada ao gênero Physosiphon.
O gênero correto ao qual esta espécie deve estar subordinada, dentre todos apresentados na caixa taxonômica ao lado ou mesmo algum outro, encontra-se presentemente em disputa.